# Темни храст (ТВ филм)
„Темни храст” је југословенски и словеначки ТВ филм из 1971. године. Режирао га је Јанез Дрозг а сценарио је написан по делу Ноела Кауарда.

## Улоге
| Глумац         | Улога |
| -------------- | ----- |
| Вида Јуван     |       |
| Душа Почкај    |       |
| Лојзе Розман   |       |
| Јасмин Скодлар |       |